# Wenzel Haffner
Adam Mogens Wenzel (von) Haffner (5. marts 1774 i København – 19. marts 1844 sammesteds) var en dansk officer. Han var bror til Wolfgang Haffner.

## Karriere
Han var søn af oberstløjtnant Reinhold Jacob Haffner (1733 i Slesvig by – 1806) og Vibeke Margrethe f. Wildenradt (1744-1817), blev artillerikadet 1782, stykjunker 1788, sekondløjtnant 1791 og premierløjtnant ved Artillerikorpset 1794. Gennem sin 4 år ældre broder Wolfgang, hvem han i lang tid fulgte fra stilling til stilling, kom han omtrent ved dette tidspunkt i berøring med kronprinsen, hvis yndest han vandt ved sine gode kundskaber, sin overordentlige flid og den noget omstændelige grundighed, hvormed han søgte at trænge til bunds i de ham overdragne forretninger. 1800 fik han ansættelse ved Landkadetkompagniet som tegnemester, afløste 1801 sin broder som aide-generalkvartermester og blev 1802 samtidig med udnævnelsen til kaptajn ansat som lærer i artilleri og fortifikation ved Artilleriinstituttet. I tiden mellem 1802 og 1806 foretog han 3 til dels længere udenlandsrejser for at sætte sig ind i tjenesten ved fremmede hære. Om alt, hvad han på disse rejser oplevede, holdt han med den største samvittighedsfuldhed kronprinsen underrettet i vidtløftige rapporter, i reglen ledsagede af uddrag af alle mulige reglementer og forskrifter og med hans egne hertil knyttede bemærkninger og forslag.

## Englandskrigene
Ved krigens udbrud i 1807 var han ansat i hovedkvarteret i Holsten, men sendtes efter katastrofen ved Køge til Joachim Castenschiolds korps som stabschef, blev 1808 major og overkvartermester i generalstaben og attacheredes marskal Bernadotte samt udnævntes i 1810 til chef for toldlinjen på Holstens grænse og tillige til kommandant i Altona. Haffners evner forslog ikke til bestridelsen af denne post, der ved Hamborgs indlemmelse i det franske kejserrige var blevet af vigtighed, og hvis betydning i betænkelig grad forøgedes, da vor autokratiske styrelse ikke skyede at lade postens indehaver være direkte mellemmand mellem sig og de fremmede statsmyndigheder på grænsen. Det var ikke på flid, det skortede. De omfangsrige brevskaber, egenhændig skrevne i hans knudrede, ubehjælpsomme stil, som han næsten hver postdag afsendte til København, bærer noksom vidne om det utrolige slid, han pålagde sig, men han savnede overblik, forstod ikke at begrænse sig og synes tværtimod at have fundet et vist forfængeligt behag i at spille en rolle og at blande sig i sager, der kunne have været ham uvedkommende. Så længe den franske magtstilling var uantastet, gik det dog nogenlunde, men da i begyndelsen af 1813 de russiske og svenske hære nærmede sig Nedreelben, og pendulen i den danske regerings politik begyndte at svinge mellem forbund, neutralitet og fjendskab med Frankrig, tabte han fodfæstet. Gentagne gange kom han til at handle stik imod kongens ønsker og til på det alvorligste at krydse regeringens planer, og i slutningen af maj blev han afsat fra sin post og kaldt til København. Han fik her valget mellem at stilles for en krigsret eller tage imod straf efter kongens afgørelse, foretrak det sidste, og idømtes en kortvarig fæstningsarrest.

## Senere virke
Haffner, der 1809 var blevet Ridder af Dannebrog og 1812 var forfremmet til oberstløjtnant og Dannebrogsmand, indtrådte nu som tjenstgørende generalkvartermester-løjtnant i generalstaben og blev her oberst 1816, Kommandør af Dannebrog 1822. Nogle år havde han sæde i Militærkommissionen i Frankfurt. 1823 udnævntes han til chef for Artillerikorpset, og 1828 fik han generalmajors rang. Haffner, som i over 20 år ikke havde gjort tjeneste i det våben, for hvilket han nu var chef, synes at være blevet fremmed for dets tarv. Hans bestyrelse gav i hvert fald anledning til misfornøjelse, i den grad endog, at 16 artilleriofficerer indgav klage derover til Frederik VI. Der blev nedsat en undersøgelseskommission, hvis resultater dog ikke kendes, men sagen foranledigede Haffner til at søge sin afsked, og året efter (1832) stilledes han à la suite i armeen med ventepenge. 1840 tildelte Christian VIII ham Storkorset. Haffner var blevet kammerherre 1815.
Han blev gift 1. gang 31. oktober 1797 i Garnisons Kirke med Cathrine Wendelia Møller (døbt 28. juli 1773 i Christiansborg Slotskirke, død 2. september 1820 i Frankfurt am Main), datter af hofkonditor i København Johan Mathias Møller (1735-1788, gift 2. gang 1786 med Christiane Frederikke Frisch, 1763-1820, gift 2. gang 1791 med kaptajn, senere oberst Nicolai Michaelsen, ca. 1759-1844) og Christiane Henriette Marie Berling (1742-1786). 2. gang ægtede han 13. maj 1832 i Garnisons Kirke Anna Lucretia Lytton (12. oktober 1790 på St. Croix – 17. februar 1842 i København), (gift 1. med stempelpapirforvalter, justitsråd Jens Schifter, ca. 1777-1838, 2. gang 1819 med kgl. advokat og auditør i Dansk Vestindien, senere skifteforvalter i Frederiksstad, justitsråd Christian Thøger Carl Wormskiold, 1790-1829).
Haffner er begravet på Garnisons Kirkegård. Der findes et ungdomsbillede (pastel) i familieeje. Pastel som ældre
ligeså. Portrætmaleri af C.W. Eckersberg 1829 (Artilleriet). Stik af Gilles-Louis Chrétien.